# DAF 66
O DAF 66 foi um pequeno veículo motorizado produzido pela empresa automobilística neerlandesa DAF (sigla de Van Doorne's Automobiel Fabriek). Como outros veículos da DAF era equipado com um sistema de transmissão continuamente variável, denominado como Variomatic .
Foi lançado em 1972, como substituto do DAF 55, e assim como seu predecessor, portava um motor Renault de quatro cilindros e contava com as seguintes modificações:
- Parte frontal foi redesenhada;
- Potência foi elevada de 50 para 53 cv, mas a velocidade máxima e aceleração eram menores, pois o carro se tornou mais pesado, pois passou a adotar uma suspensão tipo De Dion que utilizava molas independentes em vez dos eixos oscilantes com molas da 55, que solucionou alguns problemas de aderência;
- Remodelação do interior para para oferecer mais recursos de segurança.

Entre 1972 e 1975, foram produzidas 101.967 unidades.
Após a aquisição da divisão de automóveis de passageiros da DAF pela Volvo Cars, no final de 1975 o modelo passou a ser produzido com a designação Volvo 66. 
O DAF 66 esteve disponível nas versões sedan, coupé, perua e furgão.

## Versão Marathon
Em 1972 também foi lançada a versão Marathon do DAF 66, que substituia a versão Marathon do DAF 55, que tinha o mesmo motor e desempenho do modelo anterior, mas oferecia um novo sistema de suspensão traseira carro e vendeu 14.382 unidades entre 1972 e 1973.
Em 1973, o Marathon passou a ser equipado com um motor Renault de 1.289 cc que oferecia apenas 57 cv de potência (contra 63 cv da versão anterior), mas o desempenho manteve-se o mesmo.
Entre 1973 e 1975 foram produzidas 23.074 unidades dessa versão.
Em 1975, foi substituída pela versão Volvo 66 1300.

## Versão "militar"
Em 1974 foi lançada a versão "66 YA", a partir de uma encomenda do exército holandês, que no início dos anos setenta solicitou a DAF uma alternativa barata para os seus jipes habituais, que tinham elevados custos de aquisição e manutenção.
Na época, o exército holandês observou que a maioria de seus veículos era utilizada somente em vias regulares, razão pela qual nem todos precisavam ser do tipo "fora de estrada".
Essa versão tinha a mesma mecânica da versão convencional, mas pesava 40 Kg a mais e tinha uma versão do Câmbio Variomatic mais resistente.
Foram construídas apenas 1.201 unidades, todas em 1974.
A maioria desses veículos, depois de alguns anos de serviço, foi vendida a civis pelo exército holandês, que os utilizaram como veículos de lazer.